# Larra (Alto Garona)
 Larra  es una población y comuna francesa, en la región de Mediodía-Pirineos, departamento de Alto Garona, en el distrito de Toulouse y cantón de Grenade-sur-Garonne.

## Demografía
| 325 | 324 | 348 | 674 | 955 | 1131 | 2181 |
| Para los censos de 1962 a 1999 la población legal corresponde a la población sin duplicidades (Fuente: INSEE [Consultar]) |     |     |     |     |      |      |

## Monumentos

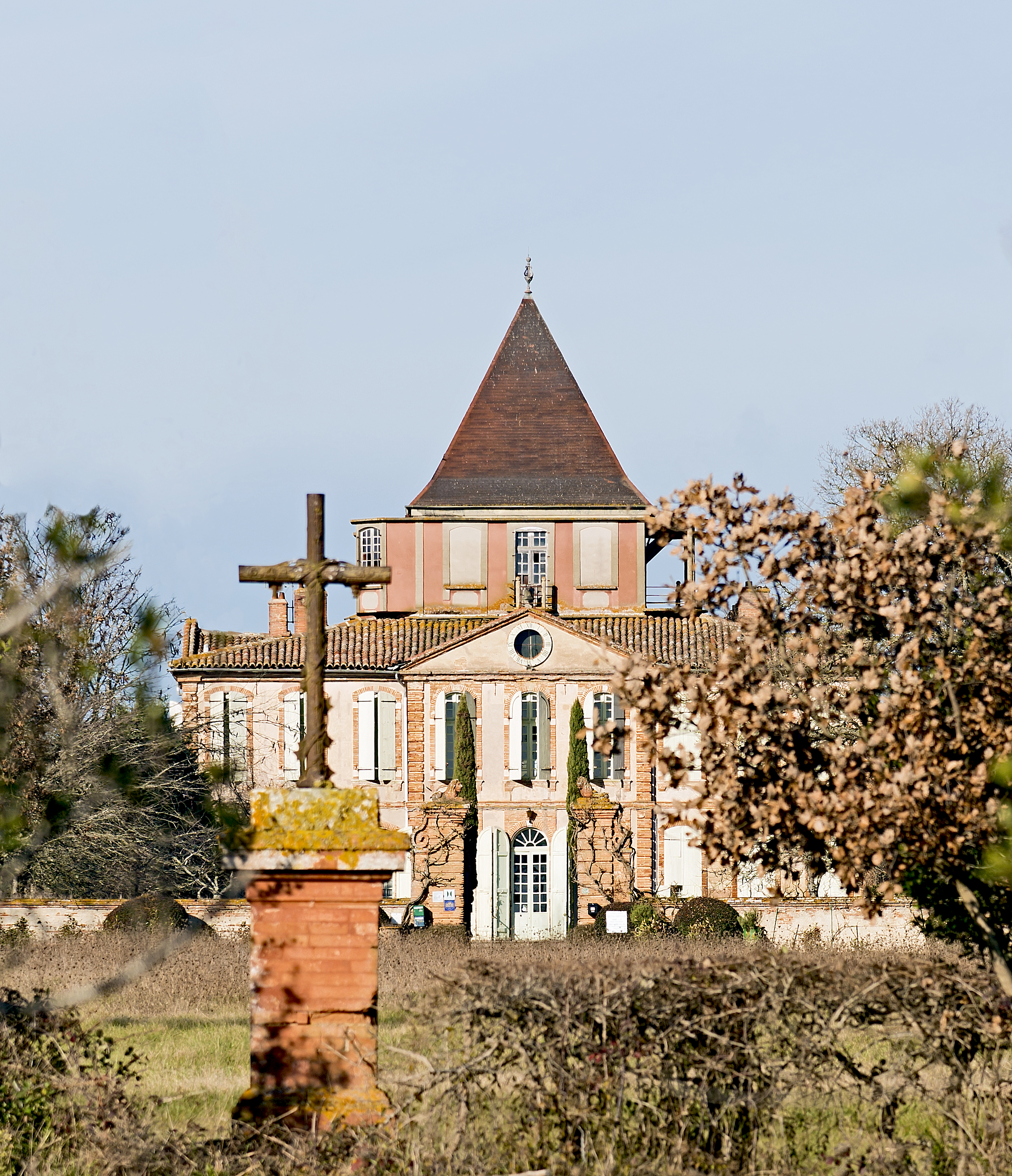
Castillo.
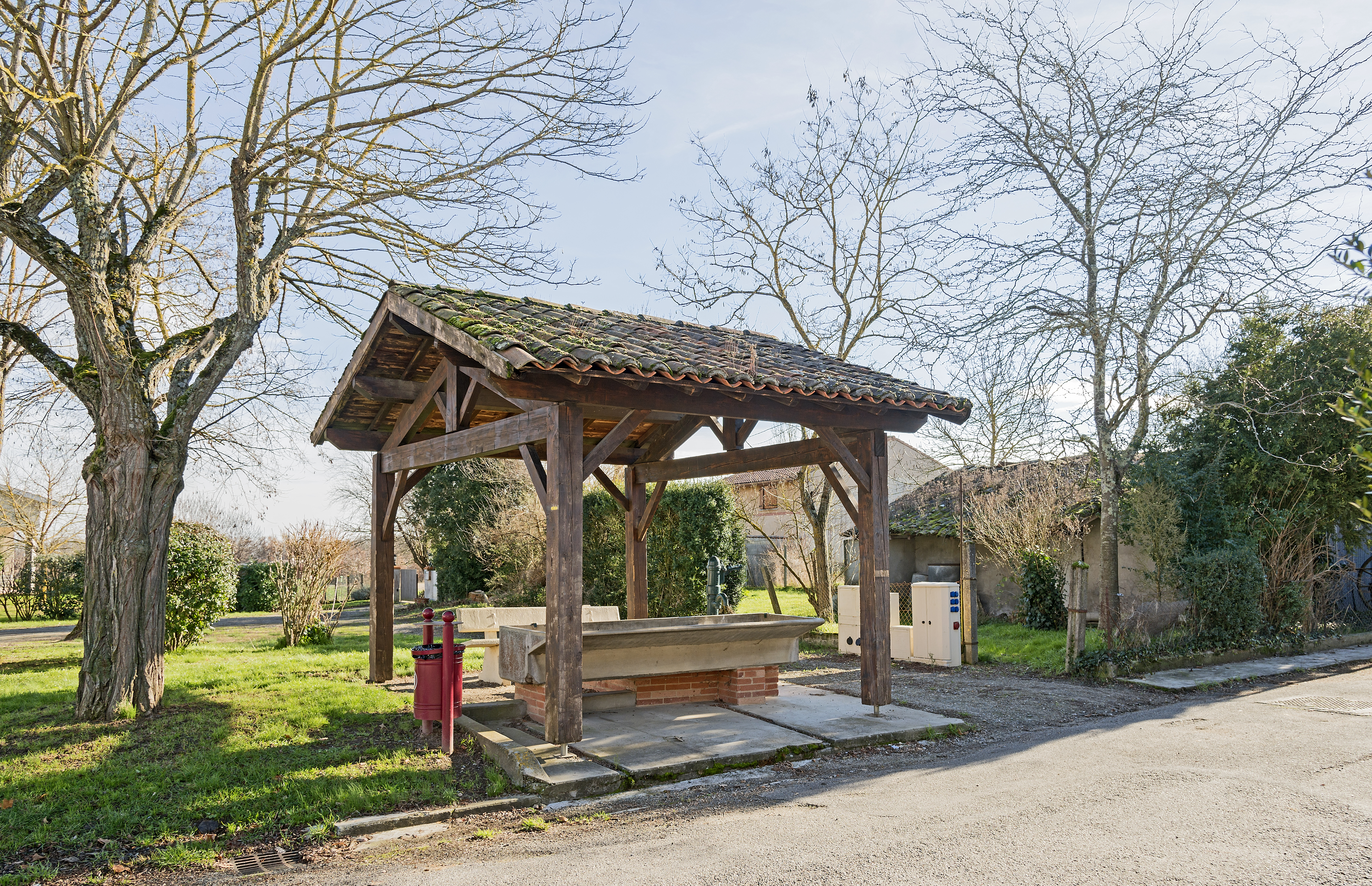
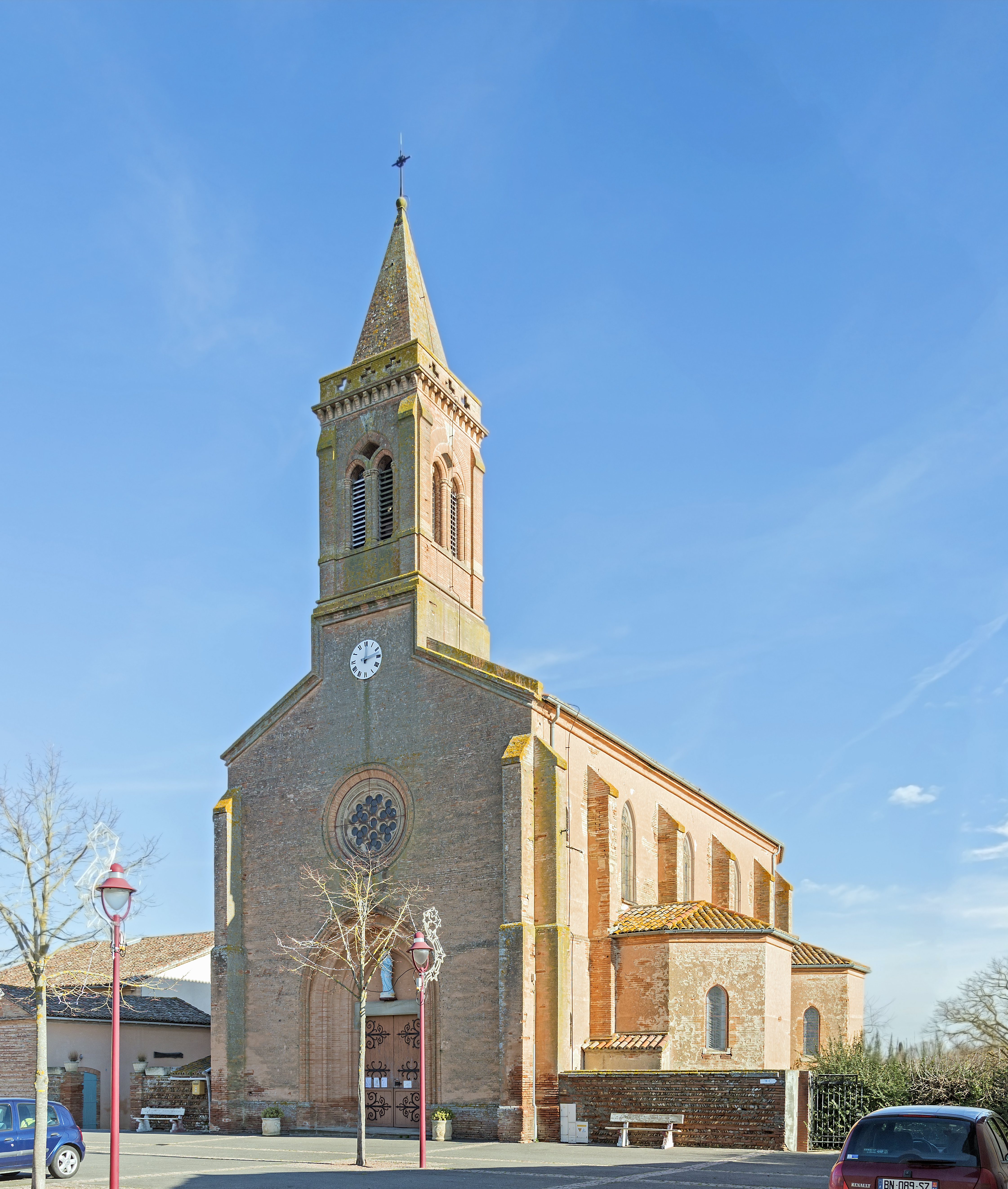
Iglesia.